# Dorcadion bremeri
Dorcadion bremeri là một loài bọ cánh cứng trong họ Cerambycidae.